# المؤرخ الإخباري

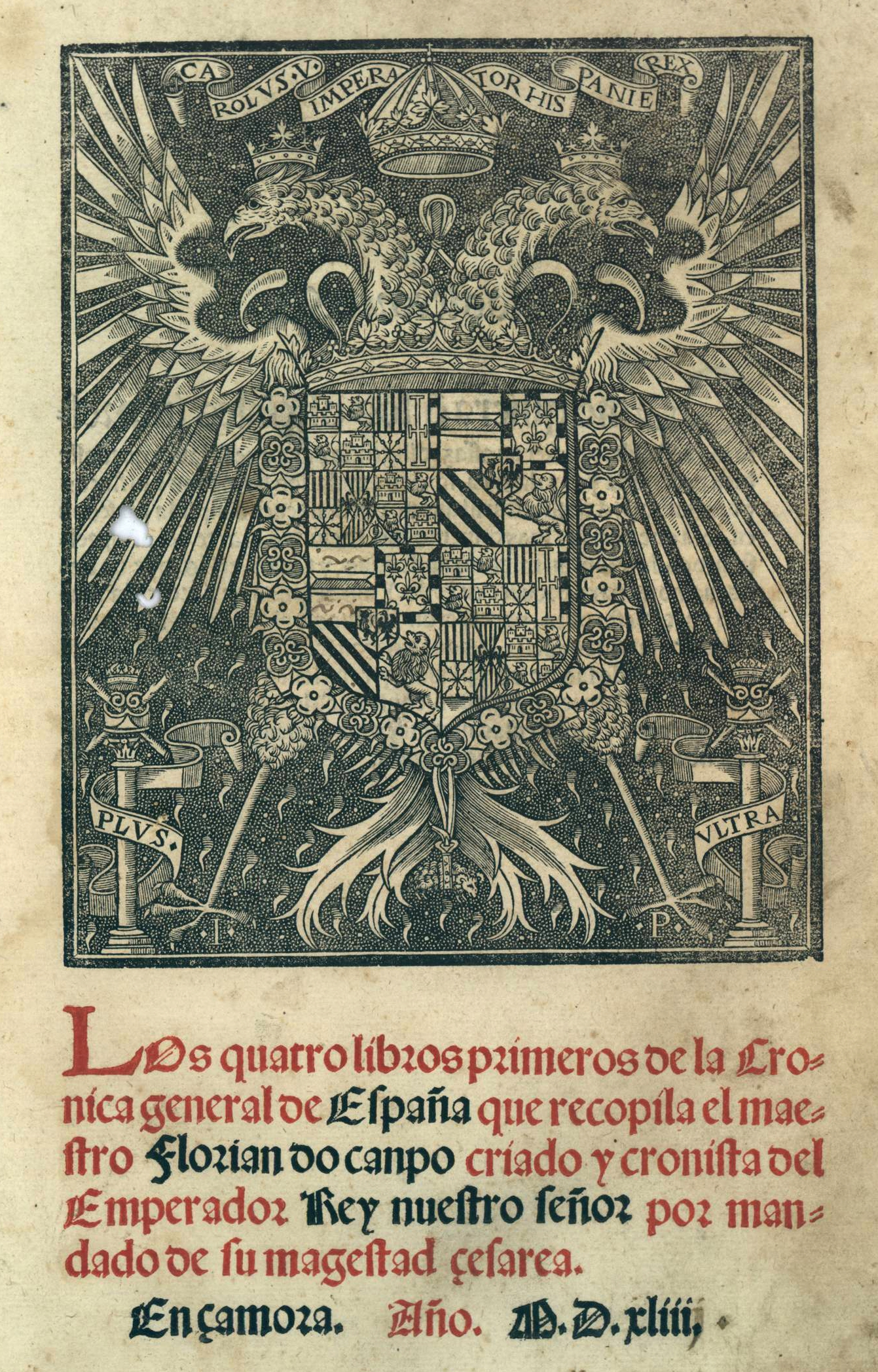

المؤرخ الأخباري (بالإسبانية: Cronista)‏ هو الكاتب الذي يقوم بجمع الأحداث التاريخية، أو الأحداث الحالية. خلال فترة التنوير كانت تتساوى وظيفة المؤرخ الأخباري مع وظيفة المؤرخ التاريخي، وأيضاً كان يشغل منصب رسمي.

## المؤرخون الأخباريون في العصور الوسطى والحديثة
قبل ظهور الصحافة الحديثة، ونظام تسلسل زمني كان هناك المؤرخ الأخباري، الذي يقوم بسرد الأحداث التاريخية المهمة إلى الكاتب، وكان لفظ المؤرخ الأخباري يتساوى بلفظ المؤرخ التاريخي. الأختلاف في أسماء الكُتب سواء مشهورين أو مغمورين، أو مغنيين البطولات، أو مؤرخين، أو مؤرخين أخبارين يتم تميزه من صحة ما يسرده منذ القدم. حيث كان في العصور الوسطى يقوم المؤرخ الأخباري بتوثيق الأحداث، والعادات التي تميزه عن المؤلفين للتواريخ العامة (عل سبيل المثال : الأب خوان دي ماريانا هو مؤلف "تاريخ إسبانيا"(1591-1601م) ،على الرغم من وجود تشابه بينهم. بقت الممالك المسيحية بالعصور الوسطى محافظة على تقاليد التسلسل الزمني، والتي من خلالها تبرر سقوط الأندلس ،وكانوا يعززوا من قوة الملك.
الكثير من المؤرخين لبلاد الهند يرتكزون في المناطق الجغرافيا الخاصة، قاموا بتأريخ لممالك أمريكا.
بعض المؤرخين البارزين : برنال دياث ديل كاستييو ،وإنكا غارثيلاسو دي لا فيغا ،وفيرناندو دي ألبا، وفرنسيسكو لوبس دي جومارا، ديجو دوران، وفرانسيسكو خيمينس، وفرانسيسكو ڤاسكس، وجونثالو فيرنانديث دي أوبييدو.

## المؤرخون الأخباريون لبلاد الهند
بعد الوصول إلى أمريكا من جانب الأوروبيين، تم معرفة حكايات المؤرخين الأخباريين، والذين استطلعوا عن الجغرافيا، ونظام حياة السكان الأصليين لأمريكا، منذ علاقات كريستوفر كولومبوس ،وابنه فرديناند كولومبوس ،والخطاب المشهور البحار والمستكشف الإيطالي أمريكو فسبوتشي ،والكثير من المستكشفين، والغزاه مثلإرنان كورتيس. وكانت مساهمة بارتولومي دي لاس كاساس بالغة الأهمية، بحيث أدت إلى نقاش يسمى بلدالوليد، والتي أعطى فيها رداً لخوان جينيس دي سييولفيدا، وشملت ما يسمى بالأسطورة السوداء. كانت نظرة السكان الأصليين_التي أعطتها وثائق المؤرخين_ نظرة ممكنة من خلال الشئون الأستثنائية مثلا التي أعطها المؤرخ فيليب جوامان بومادي أيلا.
رسمياً بدأ منصب مؤرخ بلاد الهند مع توثيق منضم بواسطة المؤرخ بييترو مارتيري دانغييرا.

## المؤرخ الأخباري الرسمي في إسبانيا، من وجهة النظر الحالية
يتمتع المؤرخ الأخباري بتقليد تاريخي عميق بشكل عام في جميع أنحاء إسبانيا سواءاً تكريماً لتقليده، أو لفائدة مهنته التاريخية. فإنه يستحق أن يكون باعث للحياة، وباحث الاستمرارية اللازمة لتطور المعنى المكتمل لمهمته. كما قال المؤرخ البالنسي خاوما برو أي ڤيدال: يبدأ تاريخ المؤرخ من أرضنا هذه، بشهادة من قبل الملكخايمي الأول ملك أراغون الفاتح، والمشهور بكتاب أحداث الملك خايمي.

## أستخدام لاحقاً لهذا المصطلح
بدأ مصطلح المؤرخ في الأستخدام في كثير من الأحيان لدلالة إلى مؤلف الحكايات المعاصرة. جنباً إلى جنب تطور من مجرد تاريخ إلى علم، لإنه يهدف إلى سرد وشرح الماضي، وأصبح المؤرخ من راوي بسيط للأحداث، إلى جامع للمصادر، أوكاتب التقاليد والعادات.
في نهايات القرن 19 مع تطور الصحافة الشعبية، أصبحت مهنة للمؤرخ مهنة ذي نماذج واضحة ومحددة. في الجرائد اليومية الحديثة نقوم بالبحث عن الأخبار، وتحريرها دون النظر إلى الإضافات كالآراء، أو التحاليل، أو القطع التقيمية بالمقال التي كان يعطيها المؤرخون.

## وصلات خارجية
http://cronistasdelestadoguarico.blogspot.com.eg
http://www.cronistasoficiales.com